# Phlomis younghusbandii
Phlomis younghusbandii là một loài thực vật có hoa trong họ Hoa môi. Loài này được S.K. Mukerjee miêu tả khoa học đầu tiên năm 1938.